# (44027) Termain
(44027) Termain est un astéroïde de la ceinture principale.

## Description
(44027) Termain est un astéroïde de la ceinture principale. Il fut découvert le 2 janvier 1998 à l'observatoire Goodricke-Pigott par Roy A. Tucker. Il présente une orbite caractérisée par un demi-grand axe de 2,63 UA, une excentricité de 0,25 et une inclinaison de 12,2° par rapport à l'écliptique.

## Compléments